# 鴨川西インターチェンジ

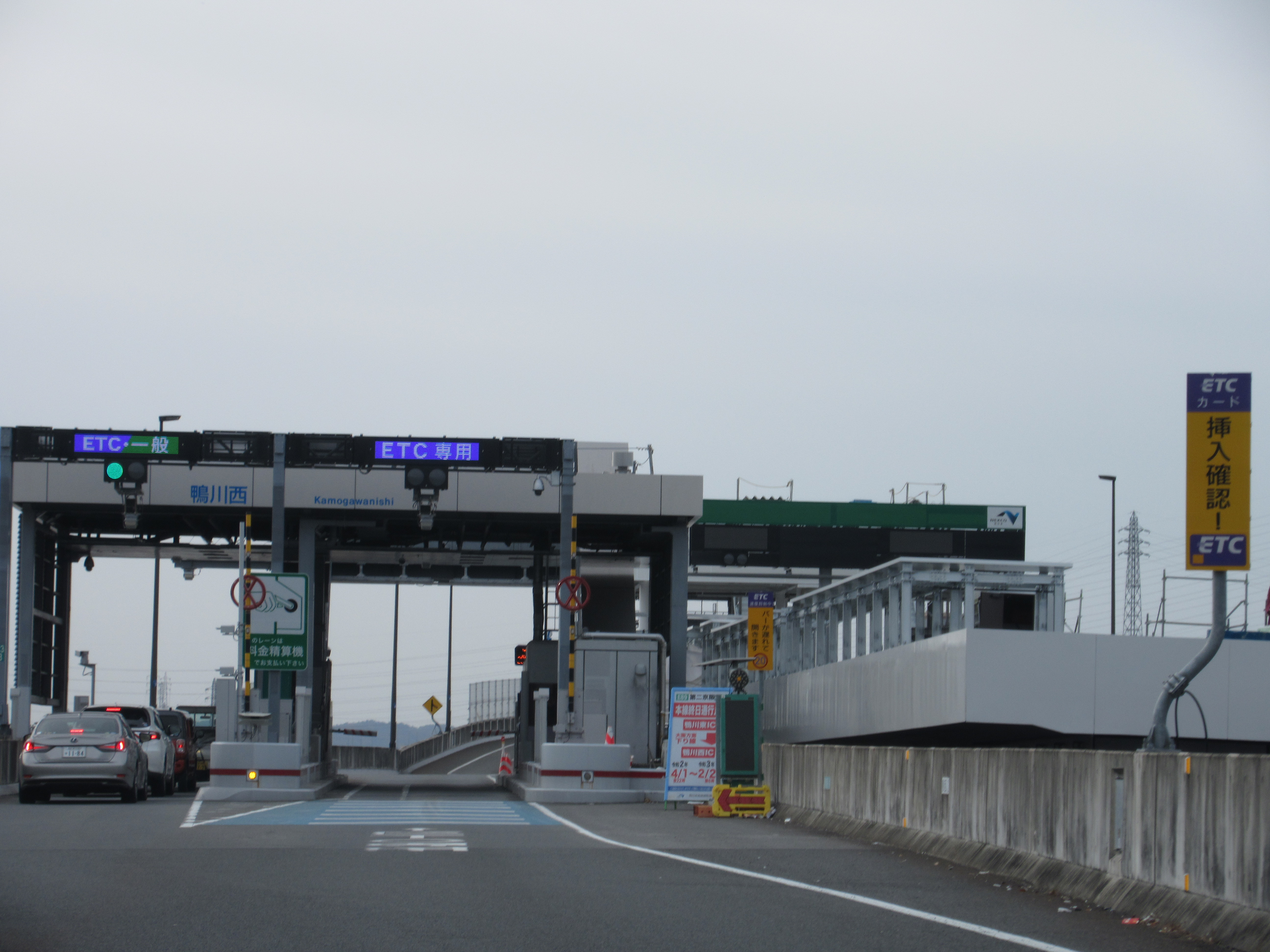
鴨川西ICの入口料金所（2020年12月）

鴨川西インターチェンジ（かもがわにしインターチェンジ）は、京都府京都市南区東九条柳下町にある第二京阪道路（油小路線）のハーフインターチェンジである。大阪方面の出入口のみ利用可。2025年（令和7年）3月12日より料金所がETC専用になっている。鴨川西本線料金所（かもがわにしほんせんりょうきんじょ）を併設する。

## 道路
- E89 第二京阪道路（油小路線）

## 料金所

### 入口
- ブース数：2
  - ETC専用：1
  - ETC・サポート：1

## 鴨川西本線料金所

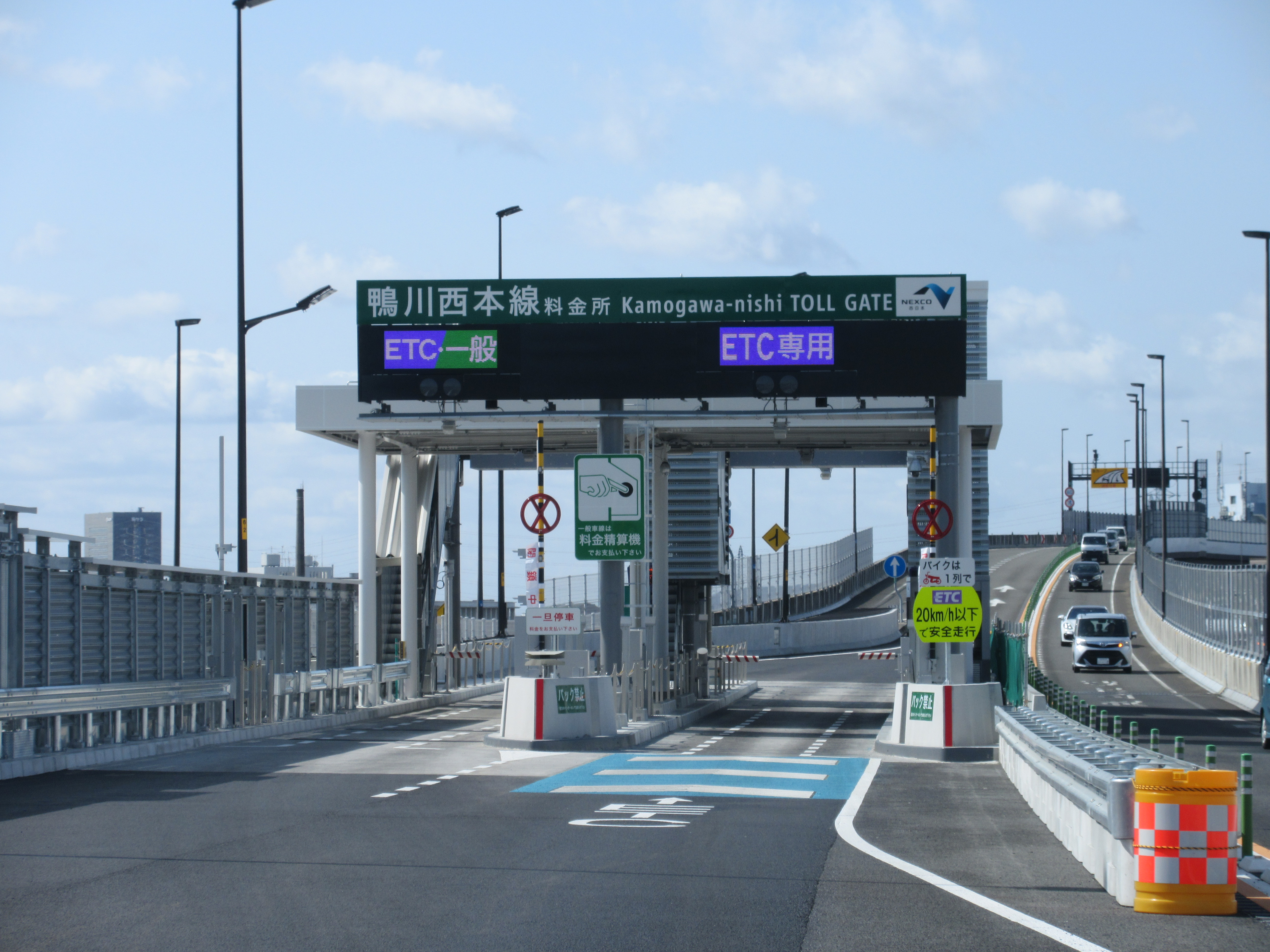
鴨川西本線料金所（2021年3月）

鴨川西本線料金所（かもがわにしほんせんりょうきんじょ）は、鴨川西ICに併設の本線料金所である。下り線のみに設置されている。
2021年（令和3年）2月26日に運用開始された。2025年（令和7年）3月12日よりETC専用になっている。

### 経緯
2019年（平成31年）4月1日、阪神高速8号京都線の山科出入口 - 鴨川東出入口間が阪神高速道路株式会社から京都市へ移管され、同区間は無料開放された。その後、2020年（令和2年）4月1日まで、山科出入口から流入し無料区間（山科出入口 - 鴨川東IC間）から、有料区間（第二京阪道路 鴨川東IC以西）を連続して走行される車両の入口となる料金所が、無料区間と有料区間の境界となる位置になかったため、暫定的に山科料金所にて料金収受等をおこなっていた。このため、無料区間のみを走行される車両に対しても、山科料金所を通過することになり不便な状況となっていた。
利便性の向上を目的とし、第二京阪道路 当IC付近の本線下り線（大阪方面行き）に新たな本線料金所として鴨川西本線料金所を設置するのに伴い、2020年（令和2年）4月1日から2021年（令和3年）2月26日まで下り線は鴨川東ICから当ICまで終日通行止めとし、鴨川東ICで強制退出となっていた。

### 料金所
- ブース数：2
  - ETC専用：1
  - ETC・サポート：1

## 接続する道路
- 河原町通
- 十条通

## 周辺
- 京都市営地下鉄烏丸線十条駅
- 京阪本線鳥羽街道駅
- 京都市花き地方卸売市場[5]

## 隣
E89 第二京阪道路（油小路線）
(8-02)鴨川東IC - (8-03)鴨川西IC/TB - (8-04)上鳥羽IC
※当ICから稲荷山トンネルおよび山科出入口方面へは通行不可。